# Ingvar Lidholm
Ingvar Lidholm (født 24. februar 1921 i Jönköping, Sverige - død 17. oktober 2017) var en svensk komponist, professor, violinist, dirigent og lærer.
Lidholm studerede tidligt musik og orkestrering hos Natanael Berg privat i Stockholm. Han kom på Musikhøjskolen i Stockholm (1940-1947), hvor han begyndte at studere komposition, og hvor han gik på årgang med komponisterne Sven-Erik Bäck og Karl-Birger Blomdahl som skulle få stor inspratorisk indflydelse på ham. Han skrev orkesterværker, kammermusik, koncertmusik, operaer, korværker, sonater, klaverstykker etc. Lidholm blev professor og lærer i musikteori og komposition på Musikhøjskolen i Stockholm i (1964). Han underviste mange af eftertidens svenske komponister. Lidholm var inspireret af Paul Hindemith og Bela Bartok.

## Udvalgte værker
- Ritornell (1955) - for orkester
- Skaldens nat (1957-1958) - for sopran, kor og orkester
- Laudi (1948) - for a cappella blandet kor
- Koncert (1945) - for strygeorkester